# سیارک ۱۶۵۳۴۷
سیارک ۱۶۵۳۴۷ (به انگلیسی: 165347 Philplait، نامگذاری:2000WG11) صد و شصت و پنج هزار و سیصد و چهل و هفتمین سیارک کشف شده‌است که در ۲۳ نوامبر ۲۰۰۰ کشف شد.